# Občanské fórum

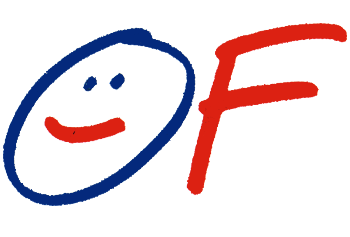
Logo des OF

Das Občanské fórum (OF; deutsch Bürgerforum) war eine politische Bewegung im tschechischen Landesteil der damaligen Tschechoslowakei in der Zeit der Samtenen Revolution. Es entstand am 19. November 1989, zwei Tage nach Beginn der Revolution, in Prag als eine spontane Plattform für diverse bürgerliche Aktivitäten. Das OF lehnte das totalitäre kommunistische Regime ab. Es war ab Dezember 1989 an der „Regierung der nationalen Verständigung“ beteiligt und wurde bei den freien Wahlen im Juni 1990 stärkste Kraft in Tschechien. Anfang 1991 zerfiel es in mehrere Parteien.

## Geschichte
Angelehnt an das Neue Forum der DDR hat der OF-Mitbegründer und Journalist Jan Urban die Bezeichnung fórum eingebracht, Václav Havel das Adjektivum občanské. In der Slowakischen Republik spielte die Bewegung „Öffentlichkeit gegen Gewalt“ (Verejnosť proti násiliu, VPN) eine ähnliche Rolle.
In der Regierung Marián Čalfa I, der „Regierung der nationalen Verständigung“, die am 10. Dezember 1989 von der Kommunistischen Partei, den bisherigen Blockparteien, aber auch Oppositionsgruppen gebildet wurde, stellte das Bürgerforum mehrere Minister (u. a. Jiří Dienstbier für Auswärtiges, Václav Klaus für Finanzen) sowie mit Valtr Komárek den ersten Stellvertreter des Ministerpräsidenten. Petr Pithart vom Bürgerforum wurde im Februar 1990 Ministerpräsident der tschechischen Teilrepublik.
Im Juni 1990 wurde das Bürgerforum bei der ersten freien Parlamentswahl in der Tschechoslowakei nach der Samtenen Revolution mit Abstand stärkste Kraft im tschechischen Landesteil. Es erhielt 36,2 Prozent der Stimmen sowie 68 der 150 Sitze in der Volkskammer und 50 der 150 Sitze in der Nationenkammer. Bei der gleichzeitigen Wahl zum Tschechischen Nationalrat erhielt das Bürgerforum sogar die absolute Mehrheit der Sitze.
Das Bürgerforum hatte zunächst keine offizielle Führungsperson. Václav Klaus wurde am 17. Oktober 1990 zum ersten (und letzten) Vorsitzenden des Forums gewählt. In der Folgezeit entwickelten sich Spannungen zwischen den verschiedenen Flügeln, die auf dem Programmkongress in Hostivař im Januar 1991 offen zu Tage traten. Auf der einen Seite führte Václav Klaus die Vertreter eines gesellschaftspolitisch konservativen und wirtschaftlich marktliberalen Programms, die sich schnell als Mitte-rechts-Partei organisieren wollten. Auf der anderen Seite standen die Anhänger einer „unpolitischen Politik“ (Václav Havel), die überparteilichen Dialog und basisdemokratische Organisationsformen bevorzugten sowie Vertreter eher linksliberaler Positionen, angeführt von Jiří Dienstbier. Am 23. Februar 1991 kam es zur „Scheidungsversammlung“ (rozlučkový sněm) des OF in Prag.
Zwei Monate später gründete Václav Klaus mit seinem Flügel die Demokratische Bürgerpartei (Občanská demokratická strana, ODS). Der von Dienstbier geführte Flügel bildete daraufhin die „Bürgerbewegung“ (Občanské hnutí). Formal blieb das Bürgerforum noch bis Mai 1992 bestehen. Bei den Wahlen im Juni 1992 wurde die ODS stärkste Kraft in Tschechien, die ebenfalls aus dem Bürgerforum hervorgegangene liberal-konservative Občanská demokratická aliance (ODA) kam auf knapp 6 Prozent der Stimmen, die Občanské hnutí scheiterte an der 5-Prozent-Hürde.

## Parteien, die auf das OF folgten
- Občanská demokratická aliance (Bürgerlich demokratische Allianz) – 1990 kandidieren die Mitglieder dieser Partei noch bei den Kandidatswahlen zum OF, später treten sie selbst als Partei auf.
- Občanská demokratická strana (Bürgerlich demokratische Partei) – Diese Partei entstand 1991 nach dem endgültigen Auflösen des OF, erster Vorsitzender wurde Václav Klaus.
- Občanské hnutí (Bürgerbewegung) – Auch diese Partei entstand 1991 nach dem endgültigen Auflösen des OF, nannte sich ab 1993 Svobodní demokraté (Freie Demokraten) und verband sich 1995/96 mit der Liberální strana národně sociální.
- Strana pro otevřenou společnost (Partei für eine offene Gesellschaft) – gegründet am 4. April 1998